# Simon Skrabb
Simon Skrabb (ur. 19 stycznia 1995 w Jakobstadzie) – fiński piłkarz, występujący na pozycji pomocnika, od 2025 w Polonii Warszawa.

## Kariera klubowa
Skrabb jest wychowankiem FF Jaro, w którym rozpoczął treningi w wieku 6 lat. W lutym 2008 przebywał na testach w Liverpool FC. W listopadzie 2010 został włączony do pierwszej drużyny FF Jaro, podpisując z nią trzyletni kontrakt. W młodości przez 4 lata trenował również hokej. W sezonie 2011 rozegrał 4 mecze w barwach Jakobstads Bollklubb. W styczniu 2014 został wypożyczony na sezon do Åtvidabergs FF z opcją pierwokupu. W grudniu tegoż roku wypożyczenie zostało przedłużone na kolejne trzy lata. Jeden z jego goli został uznany najładniejszą bramką sezonu 2015 w Szwecji. W listopadzie 2015 został wypożyczony do Gefle IF. W grudniu 2016 podpisał czteroletni kontrakt z IFK Norrköping.
Po ponad 3 latach spędzonych w barwach zespołu z Norrköping, odszedł do Włoch, gdzie 13 stycznia 2020 roku, podpisał umowę z Brescia Calcio. Już w pierwszym sezonie jego drużyna spadła z Serie A. 

## Kariera reprezentacyjna
W reprezentacji Finlandii do lat 21 zadebiutował 5 marca 2014 w zremisowanym 0:0 spotkaniu z San Marino. Łącznie rozegrał 17 meczów i strzelił 1 gola (8 września 2015 w wygranym 3:0 starciu z Wyspami Owczymi). W seniorskiej kadrze zadebiutował 10 stycznia 2016 w przegranym 0:3 meczu ze Szwecją.